# Carbonio acetilenico lineare
Il carbonio acetilenico lineare, anche noto come carbino o carbyne, è un composto chimico allotropo del carbonio con la struttura chimica (−C≡C−)n ripetitiva.
È già stato sintetizzato a temperatura ambiente, ma ancora non è stata sviluppata una tecnica per produrlo su scala industriale.
Ricerche dello scienziato Boris Yakobson e della sua équipe, pubblicate nel 2013, confermano una resistenza alla trazione doppia rispetto al grafene e 200 volte maggiore rispetto all'acciaio.
I possibili usi sono nel campo della spintronica, in sistemi di stoccaggio energetici e in sistemi nanomeccanici.